# Крюкиус
Крюкиус (нидерл. Cruquius) — маленький городок в общине Харлеммермер, расположенной на юге провинции Северная Голландия.
Население — 873 человека (2008).
Крюкиус расположен примерно в 4 км северо-западнее Хофддорпа.
Городок знаменит тем, что расположенный в нём музей входит в список памятников Всемирного наследия ЮНЕСКО.
Своё название населённый пункт получил в честь Николаса Крёйка (Крюкиуса).

## Галерея

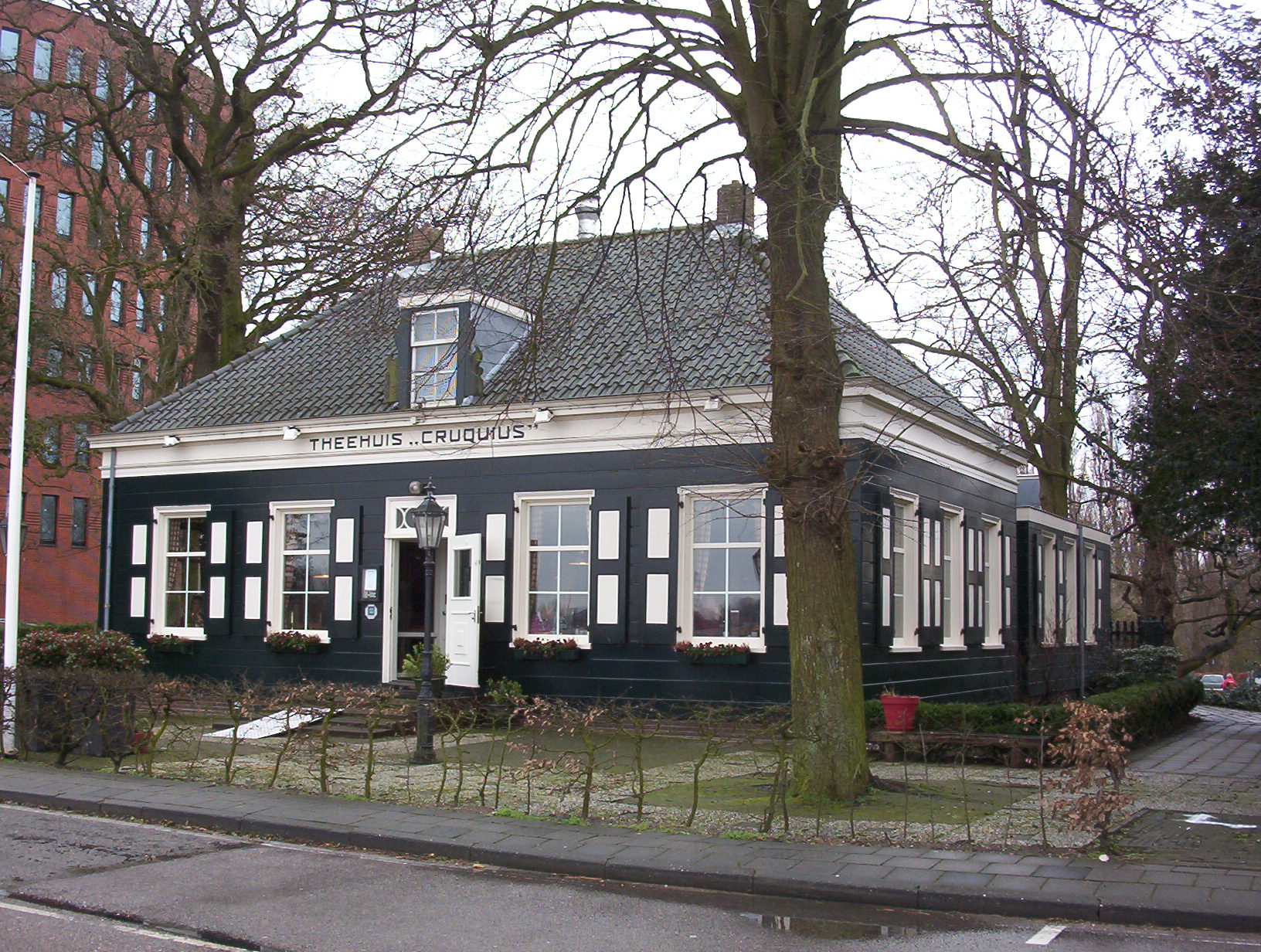
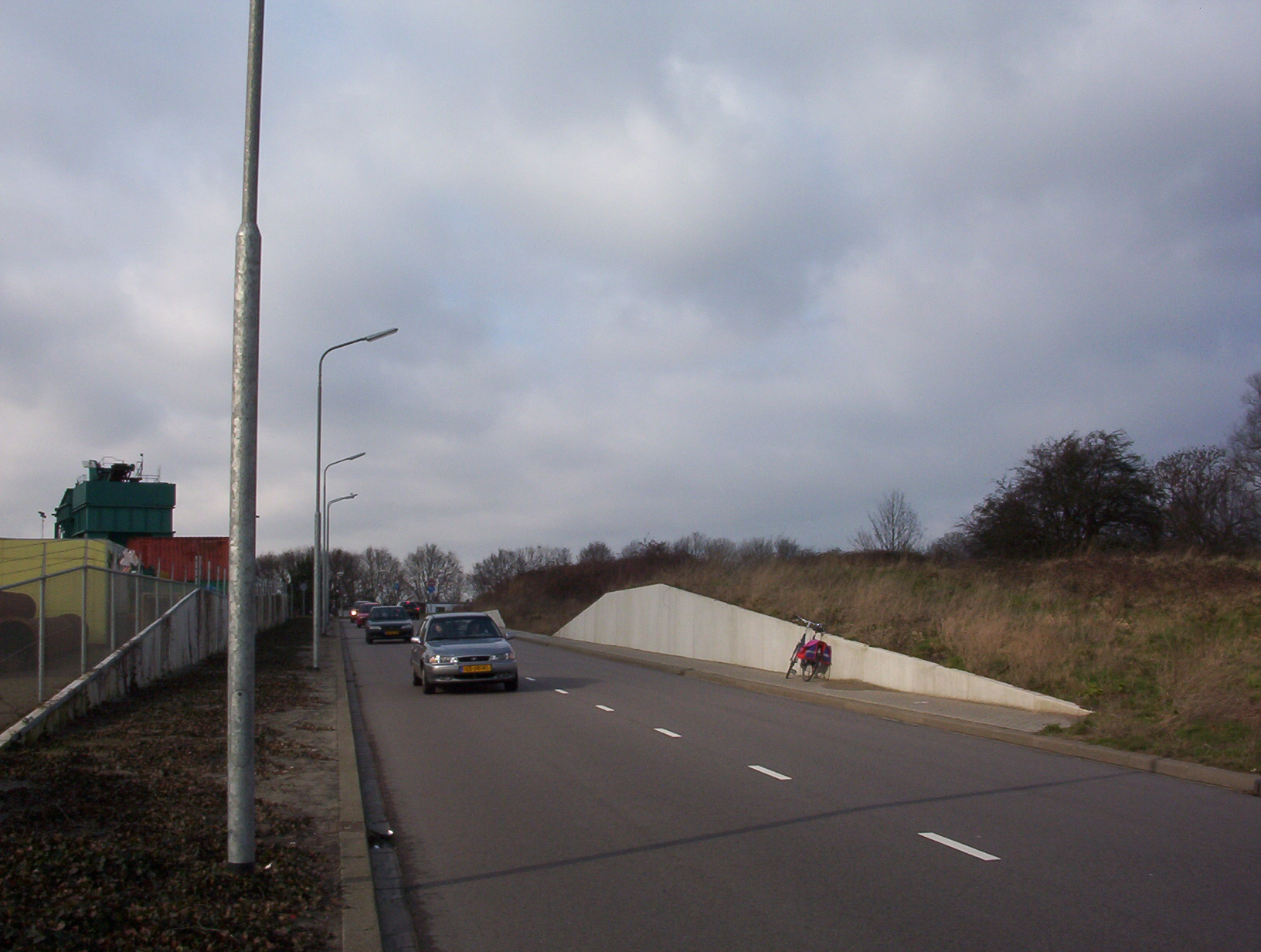
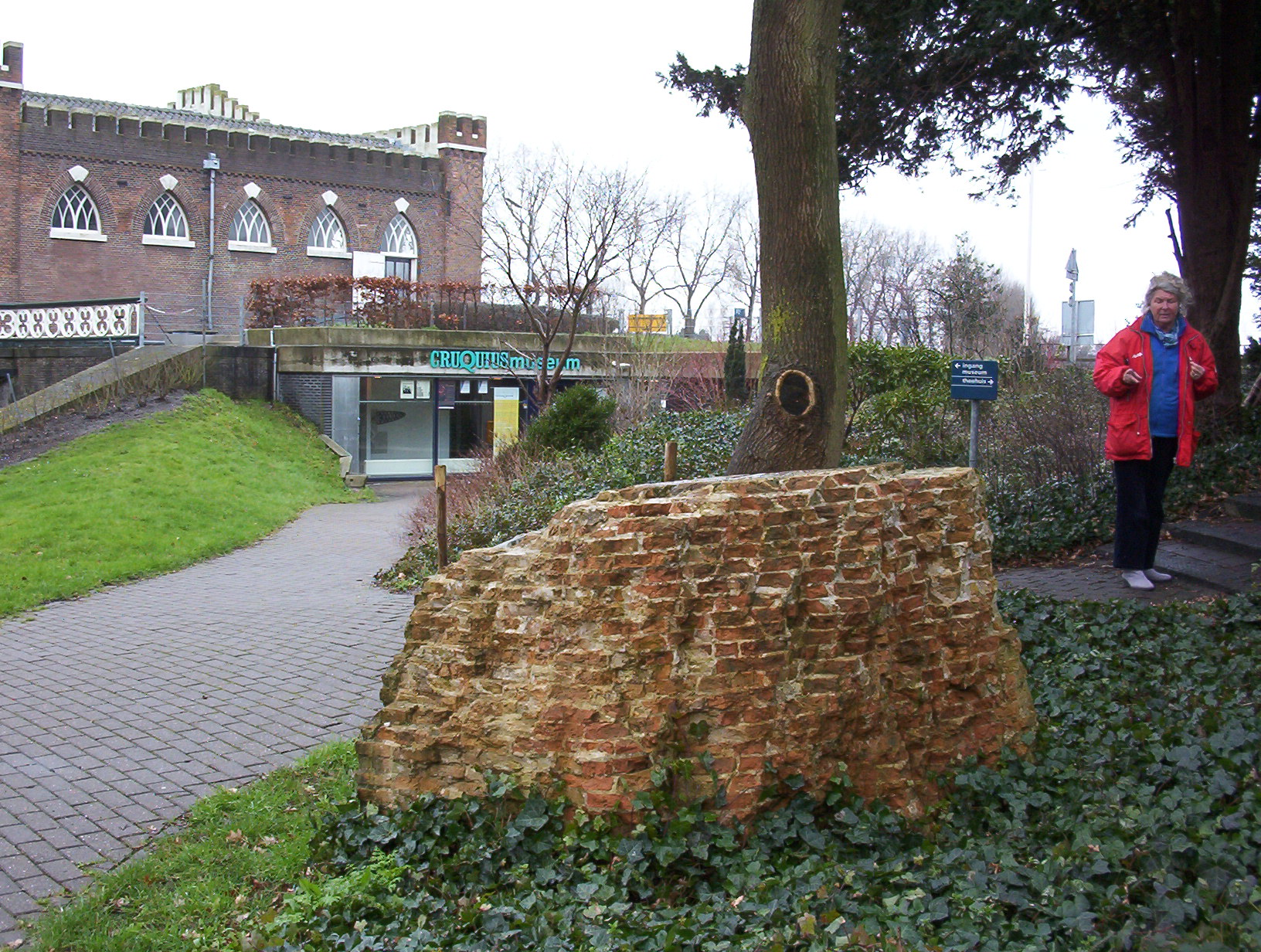